# 尖苞艾纳香
尖苞艾纳香（学名：Blumea henryi）为菊科艾纳香属的植物。分布在越南以及中国大陆的广西、云南等地，生长于海拔600米至1,000米的地区，多生长在林缘湿润地、山谷和山坡灌丛中，目前尚未由人工引种栽培。